# Éruption du piton de la Fournaise en mars 1977
L'éruption du piton de la Fournaise en mars 1977 s'est déroulée dans et en dehors de l'Enclos Fouqué du piton de la Fournaise, volcan actif de l'île de La Réunion, du 24 mars au 16 avril 1977. Cette éruption volcanique est marquée par une coulée de lave qui s'avance dans le village de Piton Sainte-Rose en détruisant plusieurs bâtiments avant de se jeter dans l'océan Indien.

## Contexte
Le piton de la Fournaise connait une accalmie de cinq mois avant que se déclenche l'éruption du 24 mars au 16 avril 1977. C'est la première éruption hors Enclos du XXe siècle et elle sera suivie par une deuxième en 1986 et une troisième en 1998.

## Déroulement

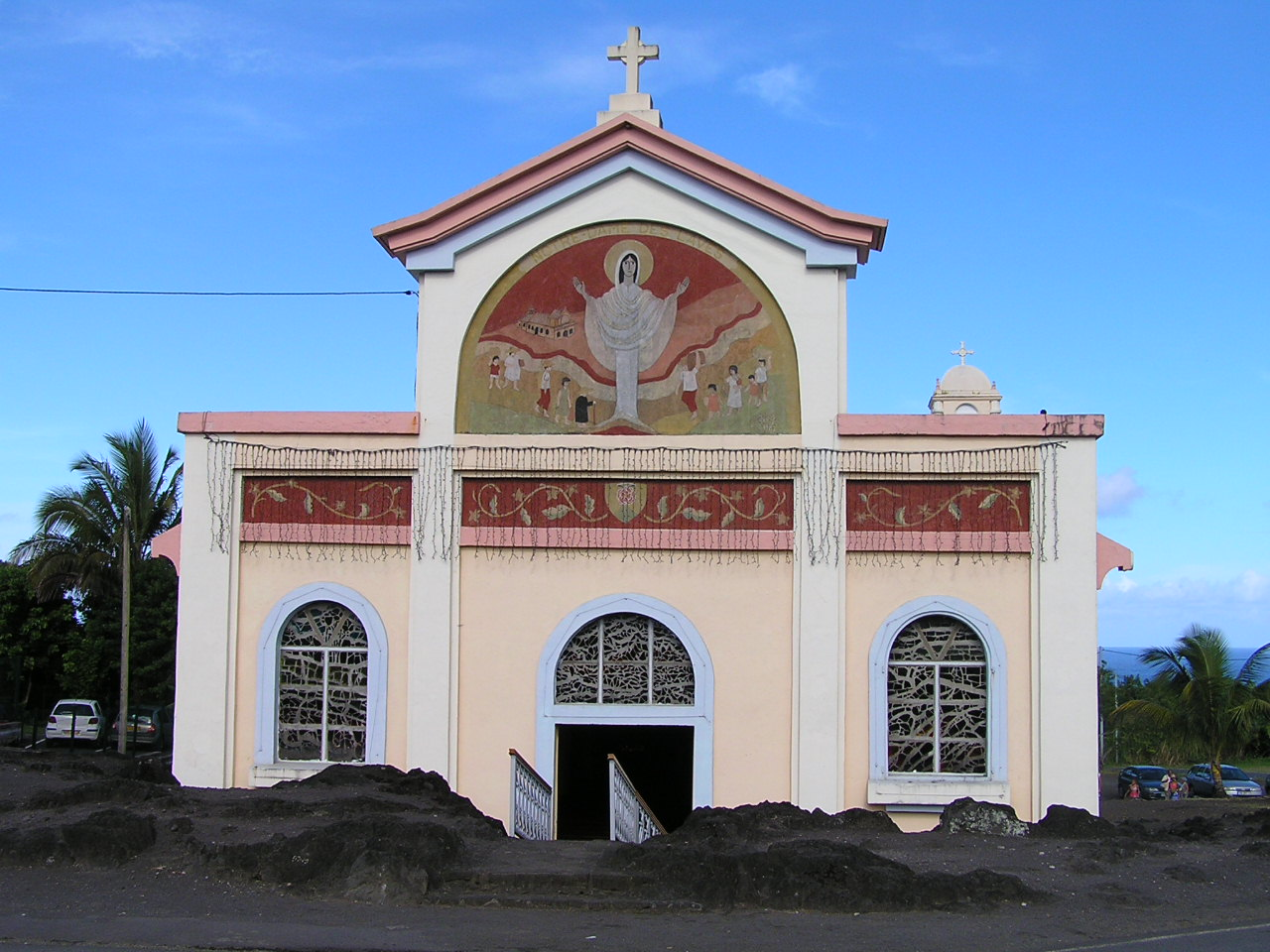
Vue de la coulée de lave de 1977 devant l'église Notre-Dame-des-Laves en 2006.

L'éruption volcanique débute le 24 mars 1977 par l'ouverture de fissures volcaniques dans l'Enclos Fouqué, juste au-dessus de la plaine des Osmondes et sous le cône principal. Des fontaines de lave actives pendant quelques heures donnent naissance à des coulées de lave qui progressent dans la plaine des Osmondes et dans les Grandes Pentes.
Début avril, le 5 ou les 7 et 8, une série de fissures volcaniques s'ouvrent cette fois-ci en dehors de l'Enclos, sur le flanc Nord-Est du piton de la Fournaise, sur les hauteurs de la commune de Sainte-Rose. Ces fissures donnent naissance à deux coulées de lave ʻaʻā portées à une température d'environ 1 200 °C. L'une se dirige plein Est le long du rempart de Bois Blanc vers le village de Bois-Blanc mais s'arrête avant de l'atteindre. L'autre progresse vers le Nord-Est en direction du village de Piton Sainte-Rose qu'elle atteint le 9 avril avant de se jeter dans l'océan Indien tard dans la soirée, le 10 avril à 2 h 30 heure locale. Lors de ce premier passage, une partie du village est détruit. Le 13 avril, une nouvelle incursion de la lave dans le village détruit d'autres bâtiments,. C'est lors de cet épisode que la lave entoure la gendarmerie, traverse la route nationale 2 et endommage à partir de 19 h 15 l'église du village, Notre-Dame-des-Laves, en l'entourant et brûlant son portail mais en n'y pénétrant quasiment pas,. La lave continue sa progression jusqu'à l'océan qu'elle atteint vers 21 h 30.
L'éruption se termine 15 avril par le tarissement des fontaines de lave des fissures volcaniques.

## Conséquences
L'évacuation préventive du village face à la progression de la lave fait qu'aucune victime n'est à déplorer. Cependant, les dégâts matériels sont lourds car plusieurs bâtiments, comprenant 33 habitations et la gendarmerie, sont détruits tandis que d'autres sont endommagés telle l'église Notre-Dame-des-Laves. La route nationale 2 sera aussi coupée par la lave dans le village de Piton Sainte-Rose. De plus, la lave recouvre 290 hectares de terres cultivées.
Cette éruption a décidé les autorités et les scientifiques à créer l'observatoire volcanologique du Piton de la Fournaise ouvert en 1979.